# Cadillac Skylight
Der Cadillac Skylight war ein Konzeptfahrzeug, das die Cadillac-Division von General Motors 1958 vorstellte.
Die italienische Karosserieschmiede Pininfarina fertigte zwei Cabriolets und zwei Coupés für Cadillac. Das Design war deutlich glattflächiger als das früherer Cadillac-Konzeptfahrzeuge. Der Kühlergrill mit dünnen, waagerechten Chromstäben erstreckte sich über die gesamte Fahrzeugbreite und griff auch um die Fahrzeugecken. Darüber saßen Doppelscheinwerfer, unter denen rechteckige Blinker in den Kühlergrill eingelassen waren. Fahrzeugfront und -heck waren nach vorne geneigt, die Heckflossen ragten hoch auf. Die Speichenräder trugen Weißwandreifen.